# 水走出入口
水走出入口（みずはいでいりぐち）は、大阪府東大阪市にある阪神高速道路13号東大阪線の出入口。環状線方面のみの出入口のハーフICである。

## 接続する道路
- 国道170号（大阪外環状線）
- 国道308号

## 周辺
- 吉田駅
- 新石切駅
- 東大阪市花園ラグビー場
- 被服団地
- 恩智川
- 医療法人藤井会 石切生喜病院
- 石切劔箭神社

## 隣
阪神高速13号東大阪線
(13-04)長田出入口 - (13-05)東大阪JCT/(13-06)東大阪荒本出入口 - (13-07)中野出入口 - (13-08)水走出入口 - (1)西石切インターチェンジ（第二阪奈有料道路に接続）

## 備考
- 出入口ともに追越車線側に接続している。これは後から第二阪奈有料道路に接続させたためである。
- 国道170号（大阪外環状線）南行き石切陸橋前交差点前にあるインターチェンジの看板のみ、路線番号が[D07]となっている。
- 西石切ランプは奈良方面のみのハーフICのため、本出口を過ぎると阪奈トンネルを過ぎて壱分ランプまで出られない。その阪奈トンネルは危険物積載車両の通行が禁止されているため、該当車は本出口で退出しなければならない。